# Payton Pritchard
Payton Michael Pritchard (Tualatin, 28 januari 1998) is een Amerikaans basketballer die speelt als Point guard voor de Boston Celtics.

## Carrière
Pritchard speelde collegebasketbal voor de Oregon Ducks waar hij een van de beste van zijn jaar was. Hij schreef zich oorspronkelijk in voor de draft van 2019 maar keerde op zijn stappen terug. Hij stelde zich in 2020 opnieuw beschikbaar voor de draft en werd gekozen als 26e in de eerste ronde door de Boston Celtics. Hij maakte zijn NBA-debuut op 29 december 2020 tegen de Indiana Pacers. Pritchard kreeg, onder andere door een blessure van Kemba Walker, in zijn eerste seizoen regelmatig speelminuten. Op 12 februari 2021 mocht Pritchard voor het eerst aantreden als basisspeler in een wedstrijd tegen de Detroit Pistons. Tijdens het seizoen 2021/22 kon Pritchard speelde Pritchard met de Celtics de finale van de NBA, waarin er met 4-2 werd verloren van de Golden State Warriors van Stephen Curry. 
Tijdens de laatste wedstrijd van het seizoen 2022/23 liet Pritchard zijn eerste triple-double optekenen: met 30 punten, 14 rebounds en 11 assists lag hij mee aan de basis van de overwinning tegen de Atlanta Hawks.  Op het einde van dat seizoen stuurde Pritchard aan op een ruil of transfer om zo meer speelminuten te kunnen maken.. Desondanks tekende Pritchard op 8 oktober 2023 een nieuw 4-jarig contract bij de Boston Celtics. Pritchard was tijdens het seizoen 2023/24 de enige speler van de Celtics die speelminuten kreeg in alle 82 wedstrijden van het reguliere seizoen. Tijdens de laatste twee wedstrijden van het seizoen liet Pritchard telkens een double double optekenen  met meer dan 30 punten en meer dan 10 assists. In de geschiedenis van de Boston Celtics was Pritchard slechts de vierde speler die dit kon realiseren: enkel John Havlicek, Larry Bird en Bob Cousy gingen Pritchard voor. In de playoffs won Pritchard met de Celtics de NBA-finale tegen de Dallas Mavericks en behaalde zo zijn eerste NBA-titel.

## Erelijst
- NBA-kampioen: 2024
- NBA Sixth Man of the Year Award: 2025

## Statistieken

### Regulier seizoen
| Seizoen  | Team           | WG  | WS | MPW  | 2P%  | 3P%  | FW%   | RPW | APW | SPW | BPW | PPW |
| -------- | -------------- | --- | -- | ---- | ---- | ---- | ----- | --- | --- | --- | --- | --- |
| 2020/21  | Boston Celtics | 66  | 4  | 19,2 | 44,0 | 41,1 | 88,9  | 2,4 | 1,8 | 0,6 | 0,1 | 7,7 |
| 2021/22  | Boston Celtics | 71  | 2  | 14,1 | 42,9 | 41,2 | 100,0 | 1,9 | 2,0 | 0,4 | 0,1 | 6,2 |
| Carrière | Carrière       | 137 | 6  | 16,6 | 43,5 | 41,2 | 92,4  | 2,1 | 1,9 | 0,5 | 0,1 | 6,9 |

### Play-offs
| Seizoen  | Team           | WG | WS | MPW  | 2P%  | 3P%  | FW%   | RPW | APW | SPW | BPW | PPW |
| -------- | -------------- | -- | -- | ---- | ---- | ---- | ----- | --- | --- | --- | --- | --- |
| 2020/21  | Boston Celtics | 5  | 0  | 13,4 | 35,3 | 30,0 | 100,0 | 1,8 | 2,4 | 0,4 | 0,0 | 3,4 |
| 2021/22  | Boston Celtics | 24 | 0  | 12,9 | 42,2 | 33,3 | 66,7  | 1,9 | 1,6 | 0,3 | 0,1 | 4,8 |
| Carrière | Carrière       | 29 | 0  | 13,0 | 41,2 | 32,9 | 75,0  | 1,9 | 1,7 | 0,3 | 0,1 | 4,5 |

0 Tatum · 
4 Holiday · 
7 Brown · 
8 Porziņģis · 
9 White · 
11 Pritchard · 
12 Brissett · 
13 Peterson · 
20 Davison · 
26 Tillman · 
27 Walsh · 
30 Hauser · 
40 Kornet · 
42 Horford · 
44 Springer · 
50 Mykhailiuk · 
88 Queta · 
Coach Mazzulla